# Тублє-при-Хрпелях
Тублє-при-Хрпелях (словен. Tublje pri Hrpeljah) — поселення в общині Хрпелє-Козіна, Регіон Обално-крашка, Словенія. Висота над рівнем моря: 501,4 м.